# Rally de las Cavas
El Rally de las Cavas, en catalán Rally de les Caves, fue una prueba de rally que se disputó en la provincia de Barcelona (Cataluña, España) desde 1970 hasta 1983 y organizada por la escudería Condal con la colaboración del Club 600 de Barcelona y el RACC. Se creó para promocionar la zona del cava de la región de San Sadurní de Noya y fue puntuable para el Campeonato de España de Rally en 1972, en su tercera edición. Al año siguiente el Rally Cataluña, prueba que no se celebraba desde 1964, se recuperó e incluyó al rally de las Cavas en su palmarés quedando durante diez ediciones como: Rally Cataluña-Rally de las Cavas Trofeo Segura Viudas.

## Historia
La primera edición arrancó el 28 de mayo de 1970 coincidiendo con la festividad del Corpus y oficialmente bajo el nombre de
I Rallye de las Cavas-Trofeo Segura Viudas. Con un carácter meramente regional el itinerario constaba de casi trescientos kilómetros repartidos en siete tramos a una pasada: Martorell-Gelida, Gelida-Sant Llorenç, Els Casots, Carme, Les Maioles, Òdena y Dues Llacunes. De los 45 equipos inscritos el piloto Manuel Juncosa a bordo de un Fiat Abarth 2000 OT resultó el vencedor, seguido de Ramón Serra con un Porsche 911 S y Eugenio Baturone con Alpine-Renault A110.
Al año siguiente la prueba se disputó en el mes de junio con la localidad de Sant Sadurní d’Anoia de nuevo como epicentro. La escudería organizadora contó con el apoyo del RACC y el Club 600 de Barcelona. El recorrido contaba inicialmente con tres tramos que sumaban 86 km, Santa Candia, Espinagosa y Coll de la Barraca, a los que había que realizar tres pasadas y se tendrían en cuenta solamente los dos mejores tiempos. De nuevo la pareja formada por Manuel Juncosa-Artemio Eche fueron los vencedores, en esta ocasión acompañado en el podio por Jorge Pla (Alpine-Renault 1600) y de Antonio Zanini (Simca 1000 GT).
En 1972 el rally entró en el calendario del campeonato de España por primera vez y tanto la ubicación como el recorrido se vio modificado generosamente. Se realizó un recorrido de concentración con salida desde diferentes puntos de la geografía española: Barcelona, Madrid, Dehesa de Campoamor (Alicante) y San Sebastián. Los participantes que partían el 7 de abril se reunían en Lérida y posteriormente disputarían los veinte tramos contra el cronómetro que sumaban un total de 284 km. Un total de cuarenta y seis equipos se dieron cita en la prueba que visitaría las localidades de Coll de Jou, La Mina y Vilada-Perafita y de los que solo dieciséis completaron. Luego de varios cambios de líder, Antonio Zanini abandonaría tras un accidente y posteriormente Fernández con un Porsche 911 S haría lo mismo, Manuel Juncosa se impuso por tercer año consecutivo esta vez a los mandos de un SEAT 1430.
A partir de 1973 la prueba quedó en manos del RACC que realizaría un rally de prestigio y que acabaría formando parte del campeonato del mundo muchos años después. El nombre Rally de las Cavas se mantuvo hasta 1983 y siempre con el apoyo de Segura Viudas.

## Palmarés
| Año                                                    | Edición                                      | Piloto             | Copiloto              | Automóvil              | Series      |
| ------------------------------------------------------ | -------------------------------------------- | ------------------ | --------------------- | ---------------------- | ----------- |
| 1970                                                   | 1.º Rally de las Cavas                       | Manuel Juncosa     | Artemio Eche          | Fiat Abarth 2000 OT    |             |
| 1971                                                   | 2.º Rally de las Cavas                       | Manuel Juncosa     | Artemio Eche          | Fiat Abarth 2000 OT    |             |
| 1972                                                   | 3.º Rally de las Cavas                       | Manuel Juncosa     | Artemio Eche          | SEAT 1430              | España      |
| Entre 1973 y 1983 se celebró dentro del Rally Cataluña |                                              |                    |                       |                        |             |
| 1973                                                   | 9.º Rallye Cataluña-4.º Rally de las Cavas   | Salvador Cañellas  | Daniel Ferrater       | SEAT 1430-1800         | España      |
| 1974                                                   | 10.º Rallye Cataluña-5.º Rally de las Cavas  | Marc Etchebers     | Marie-Ch. Etchebers   | Porsche 911 Carrera RS | España      |
| 1975                                                   | 11.º Rallye Cataluña-6.º Rally de las Cavas  | Antonio Zanini     | Eduardo Martínez-Adam | SEAT 1430-1800         | España      |
| 1976                                                   | 12.º Rallye Cataluña-7.º Rally de las Cavas  | Jorge de Bagratión | Manuel de Barbeito    | Lancia Stratos HF      | España      |
| 1977                                                   | 13.º Rallye Cataluña-8.º Rally de las Cavas  | Antonio Zanini     | Juan José Petisco     | SEAT 124-2100          | España      |
| 1978                                                   | 14.º Rallye Cataluña-9.º Rally de las Cavas  | Antonio Zanini     | Juan José Petisco     | Fiat 131 Abarth        | España      |
| 1979                                                   | 15.º Rallye Cataluña-10.º Rally de las Cavas | Beny Fernández     | José Luis Sala        | Fiat 131 Abarth        | España      |
| 1980                                                   | 16.º Rallye Cataluña-11.º Rally de las Cavas | Antonio Zanini     | Jordi Sabater         | Porsche 911 SC         | España, ERC |
| 1981                                                   | 17.º Rallye Cataluña-12.º Rally de las Cavas | Eugenio Ortiz      | Guillermo Barreras    | Renault 5 Turbo        | España, ERC |
| 1982                                                   | 18.º Rallye Cataluña-13º Rally de las Cavas  | Antonio Zanini     | Víctor Sabater        | Talbot Sunbeam Lotus   | España, ERC |
| 1983                                                   | 19.º Rallye Cataluña-14.º Rally de las Cavas | Adartico Vudafieri | Tiziano Siviero       | Lancia Rally 037       | España, ERC |